# Fußball-Oberliga Baden-Württemberg 1984/85
Die Fußball-Oberliga Baden-Württemberg 1984/85 war die siebente Oberligaspielzeit.
Der SV Sandhausen setzte sich letztlich in einem Kopf-an-Kopf-Rennen mit dem VfR Mannheim durch und konnte mit einem Punkt Vorsprung den Meistertitel erringen. Damit war man für die Aufstiegsrunde zur 2. Bundesliga qualifiziert, in der man allerdings als Letzter der Südgruppe recht deutlich den Aufstieg verpasste. An der deutschen Amateurmeisterschafts-Endrunde nahm der VfR Mannheim teil, der im Halbfinale gegen den späteren Amateurmeister, die Amateure von Werder Bremen, ausschied.
In die untergeordneten Ligen stiegen der SV Kuppenheim, der 1. Göppinger SV, die Amateure des Karlsruher SC sowie der erst im Vorjahr aus der Verbandsliga aufgestiegene SV Weil ab. Im Gegenzug stiegen zur Folgesaison der 1. FC Pforzheim aus der Verbandsliga Baden, der FC Villingen 08 aus der Verbandsliga Südbaden sowie der SSV Reutlingen aus der Verbandsliga Württemberg, als jeweiliger Staffelmeister direkt auf. Über die Aufstiegsrunde der Vizemeister qualifizierte sich noch der FV Lauda aus der Verbandsliga Baden.

## Abschlusstabelle
| Pl. | Verein                 | Sp. | Tore  | Diff. | Pkt.  |
| --- | ---------------------- | --- | ----- | ----- | ----- |
| 01. | SV Sandhausen          | 34  | 67:35 | +32   | 47:21 |
| 02. | VfR Mannheim           | 34  | 56:32 | +24   | 46:22 |
| 03. | FC Marbach (N)         | 34  | 64:42 | +22   | 40:28 |
| 04. | Offenburger FV         | 34  | 65:43 | +22   | 39:29 |
| 05. | SC Geislingen (N)      | 34  | 62:44 | +18   | 39:29 |
| 06. | VfR Aalen              | 34  | 50:39 | +11   | 39:29 |
| 07. | FV Biberach            | 34  | 46:45 | +01   | 38:30 |
| 08. | Freiburger FC (M)      | 34  | 44:40 | +04   | 36:32 |
| 09. | SG Kirchheim (N)       | 34  | 58:50 | +08   | 35:33 |
| 10. | SC Pfullendorf         | 34  | 47:49 | −02   | 34:34 |
| 11. | VfB Stuttgart Amateure | 34  | 61:58 | +03   | 33:35 |
| 12. | FC Rastatt 04          | 34  | 46:47 | −01   | 32:36 |
| 13. | FV Weinheim            | 34  | 59:61 | −02   | 32:36 |
| 14. | SpVgg 07 Ludwigsburg   | 34  | 51:52 | −01   | 31:37 |
| 15. | SV Kuppenheim          | 34  | 50:64 | −14   | 27:41 |
| 16. | Karlsruher SC Amateure | 34  | 50:73 | −23   | 24:44 |
| 17. | SV Göppingen           | 34  | 41:82 | −41   | 24:44 |
| 18. | SV Weil (N)            | 34  | 33:94 | −61   | 16:52 |

| (M) | Meister 1981/82                         |
| (N) | Aufsteiger aus der Verbandsliga 1983/84 |

## Aufstiegsrunde zur 2. Bundesliga
Als Meister der Oberliga Baden-Württemberg traf der SV Sandhausen in der Aufstiegsrunde zur 2. Bundesliga auf die SpVgg Bayreuth, Viktoria Aschaffenburg und den FSV Salmrohr. Nach nur einem Sieg, einem Unentschieden aber vier Niederlagen belegten die Badener mit 10:13 Toren und 3:9 Punkten den letzten Platz in ihrer Gruppe und verpassten somit deutlich den Aufstieg in die 2. Bundesliga.

### Spiele
|                        |   |                        | Hinspiel | Rückspiel |
| ---------------------- | - | ---------------------- | -------- | --------- |
| Viktoria Aschaffenburg | – | SV Sandhausen          | 2:1      | 3:3       |
| SpVgg Bayreuth         | – | FSV Salmrohr           | 2:1      | 1:4       |
| SV Sandhausen          | – | SpVgg Bayreuth         | 1:3      | 1:2       |
| FSV Salmrohr           | – | Viktoria Aschaffenburg | 1:3      | 2:1       |
| Viktoria Aschaffenburg | – | SpVgg Bayreuth         | 0:2      | 5:0       |
| SV Sandhausen          | – | FSV Salmrohr           | 3:1      | 1:2       |

### Abschlusstabelle
| Pl. | Verein                 | Sp. | S | U | N | Tore    | Diff. | Punkte |
| --- | ---------------------- | --- | - | - | - | ------- | ----- | ------ |
| 1.  | SpVgg Bayreuth         | 6   | 4 | 0 | 2 | 010:120 | −2    | 08:40  |
| 2.  | Viktoria Aschaffenburg | 6   | 3 | 1 | 2 | 014:900 | +5    | 07:50  |
| 3.  | FSV Salmrohr           | 6   | 3 | 0 | 3 | 011:110 | ±0    | 06:60  |
| 4.  | SV Sandhausen          | 6   | 1 | 1 | 4 | 010:130 | −3    | 03:90  |

## Baden-Württemberg-Meister
| 1.                 | SV Sandhausen |
| Logo SV Sandhausen | Fitus Feldmann (18 Spiele / Tore –) Werner Mann (33/–) Rüdiger Menges (32/5), Thomas Gomminginger (29/0), Jürgen Becker (21/2) Stefan Emmerling (33/2), Hansi Flick (32/5), Erwin Rupp (29/11), Kurt Helfrich (25/2) Bernd Nathmann (32/19), Frank Misztl (23/9) Trainer: Slobodan Jovanić |
| Logo SV Sandhausen | außerdem: Georg Skoruppa (28/2), Gernot Jüllich (21/1); Jürgen Schmidt (14/2), Gerhard Welz (9/-), Rainer Sauter (8/–), Markus Mantel (6/-), Stefan Walter (6/-); Kai Grimminger (3/-), Rainer Grobs (3/–) ohne Einsatz blieben: Thomas Schneider (Tor)                                    |